# Daggskål (svamp)
Daggskål (Tympanis conspersa) är en svampart som tillhör divisionen sporsäcksvampar, och som först beskrevs av Fr., och fick sitt nu gällande namn av Fr. 1822. Daggskål ingår i släktet tuvskålar, och familjen Helotiaceae. Arten är reproducerande i Sverige. Inga underarter finns listade i Catalogue of Life.